# Charles George Gordon

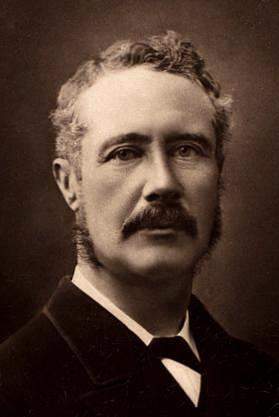
Charles G. Gordon

Charles George Gordon (Londres, Anglaterra, 28 de gener de 1833 – Khartum, Sudan, 26 de gener de 1885)va ser un general anglès, amb grans coneixements en fortificacions i topografia conegut com a Gordon Paixà., famós per les seves campanyes a la Xina i al nord d'Àfrica.

## Xina
Fou alumne de l'Acadèmia militar de Woolwich i va servir a la Guerra de Crimea. El 1860 va ser voluntari en la Segona Guerra de l'Opi. Participà en l'ocupació de Pequín i fou un dels testimonis de la destrucció del "Yuánmíng Yuán", l'Antic Palau d'Estiu.
Després va intervenir en la campanya de la Xina de 1862 durant la rebel·lió Taiping contra governants manxús. Els occidentals primer es van limitar a protegir els seus ciutadans i adoptaren una certa neutralitat que més endavant la van rebutjar, adonant-se que la debilitat imperial a la llarga comportaria una terrible inestabilitat i que seria contraproduents per als seus interessos polítics i comercials. Gordon va entrar al servei de la Xina quan els assessors de Palau, davant els avenços dels rebels van poder canviar la política poc receptives a la intromissió estrangera en qüestions internes del país. Com van fer altres europeus va col·laborar en la reorganització i modernització l'exèrcit imperial. Les forces britàniques que ocupaven el nord de la Xina fins a abril de 1862, quan les tropes, sota el comandament del General William Staveley, es van retirar a la ciutat de Xangai per a protegir l'enclavament europeu dels rebels Taiping que amenaçaven la ciutat. Recuperà Suzhou que estava sota el control dels taiping. L'exèrcit de Gordon, «l'exèrcit sempre victoriós» (que inicialment va ser comandat per Frederick Townsend Ward), fou decisiu a l'hora de salvar la dinastia manxú que semblava perduda perquè la caiguda de Suzhou i Nanquín varen significar un cop molt dur per als rebels que encara resistiren algun temps malgrat la desaparició dels seus principals líders. Els seus soldats l'anomenaven el “Xinès Gordon”.
Encara que les autoritats xineses volien comptar amb la col·laboració de Gordon (oblidant les seves primeres activitats a la Xina), el 1863, Gordon va decidir no acceptar l'oferta i va tornar al servei d'Anglaterra amb el grau de Tinent Coronel.

## Egipte
Un cop va abandonar Àsia, després de romandre algun temps a Gran Bretanya i realitzar diverses missions (Guerra de Crimea, Constantinoble…) va a Egipte (1874) i més endavant és nomenant governador del sud del Sudan (Àfrica Equatorial) del 1876 al 1879 i va portar les fronteres egípcies fins a Gondokoro. En 1879, va dimitir a la vista de les dificultats amb el nou Jedive Tewfik.
Torna a Àsia on va servir en l'Índia i on va aconseguir el grau de major general. De tornada a l'Àfrica, arriba a Egipte el febrer de 1884. És nomenat Governador General del Sudan, territori on la resistència als estrangers era molt forta. Es dirigeix a Khartum per tal d'acabar amb el setge de les tropes de Muhàmmad Àhmad ibn Abd Allah Al-Mahdi, anomenat el Mahdí (que operava a la zona de Núbia i el Sudan oriental).
Davant la situació tan crítica, els britànics tenien la intenció de retirar-se del Sudan malgrat que la seva política a l'Àfrica era organitzar un contínuum territorial que anés del sud al nord del continent (mentre que la dels francesos era la de fer-ho d'est a oest) però Charles G. Gordon tenia altres idees. Home de forts sentiments religiosos, vorejant el misticisme, va pensar a actuar d'una manera semblant a com ho havia fer a la Xina, és a dir, defensar els interessos britànics i impulsar la civilització occidental. Sorprenentment entra a Khartum amb un escàs nombre de soldats. Organitza la seva defensa (18 de març de 1884), Quan el govern britànica, finalment, pressionat per certa opinió pública, decideix ajudar Gordon era el mes d'agost i els reforços fins al novembre no van estar preparats. Gordon, malgrat els seus esforços, només va poder allargar la resistència però no va poder evitar que a l'any següent (1885), la ciutat caigués en mans dels dervixos. Gordon va morir decapitat i els soldats de Mahdi Mohammed Ahmed van clavar el seu cap en una pica. Dos dies més tard els britànics, amb reforços, van arribar a Khartum.
Altres destinacions, a banda d'Àsia, Xina, Índia, Egipte i Sudan, varen ser Palestina i Sud-àfrica. A l'Àfrica va combatre els negrers i es va dedicar a reprimir el bandolerisme.
En el segle xix, segle dels nous imperialismes, G. Gordon fou una figura important en la creació i consolidació de l'Imperi Britànic.